# Jeanne-Marie Bouvier de La Motte Guyon

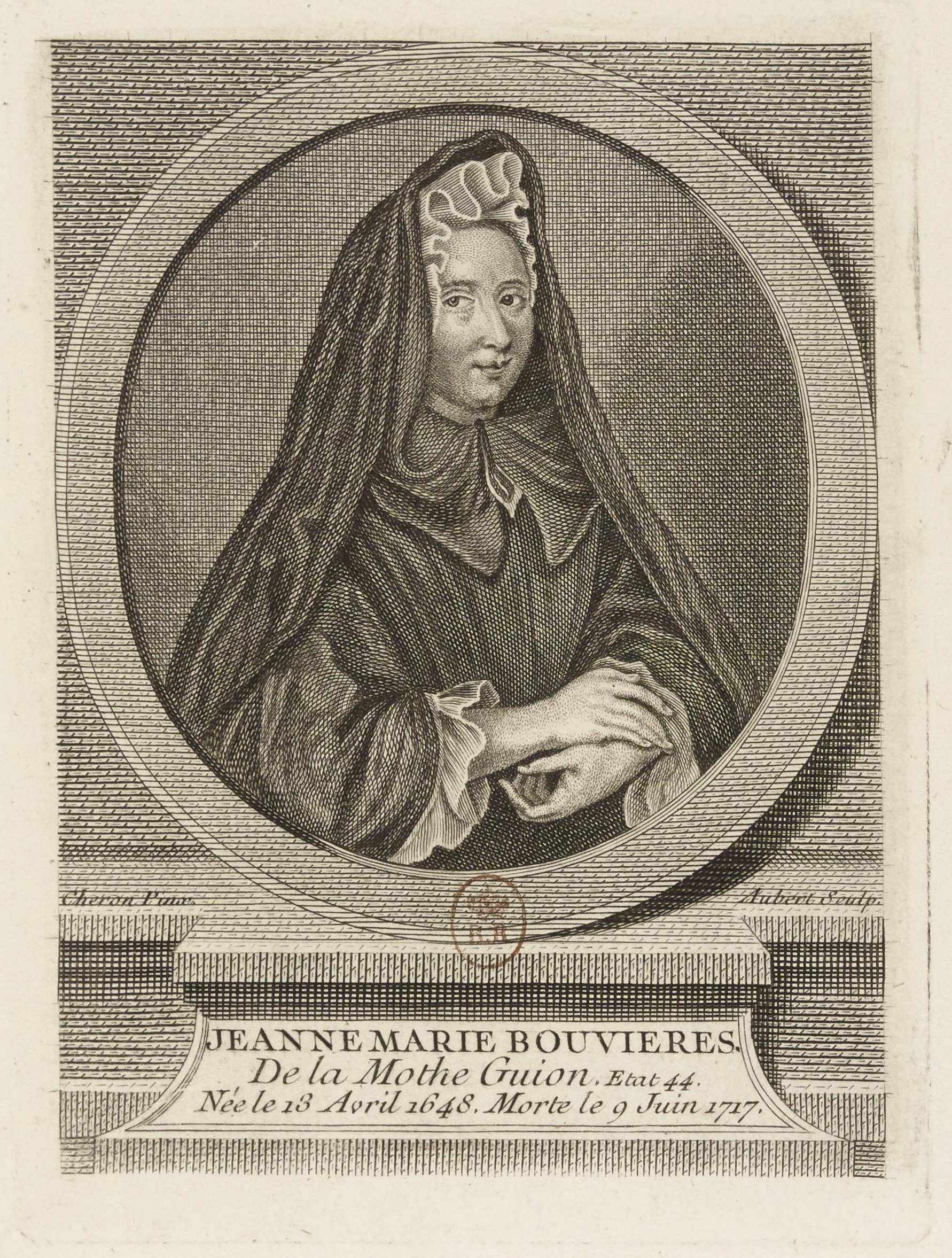
Jeanne-Marie Bouvier de La Motte Guyon

Jeanne-Marie Bouvier de La Motte Guyon ([ʒanmaʁi buvje də la mɔt ɡɥijɔ̃] ⓘ, genannt Madame Guyon; * 13. April 1648 in Montargis, Frankreich; † 9. Juni 1717 in Blois, Frankreich) war eine bedeutende römisch-katholische Mystikerin.

## Leben
Madame Guyon (wie sie bei Historikern in der Regel schlicht heißt und auch in historischen Dokumenten durchweg genannt wurde) war Tochter eines aus dem Bürgertum stammenden, aber kraft seines Amtes in den Adel strebenden, wohlhabenden Richters. Während einiger Zeit in einem Kloster kam sie mit mystischem Gedankengut in Berührung, u. a. dank der Schriften des Franz von Sales oder der Johanna Franziska von Chantal. Ihre Absicht, Nonne zu werden, verwirklichte sich jedoch nicht. Vielmehr wurde sie gegen ihren Willen von ihren Eltern sechzehnjährig verheiratet, mit dem 22 Jahre älteren, reichen, aus adeliger Familie in Montargis stammenden Jacques Guyon, Seigneur du Chesnoy. Madame Guyon wird daher gelegentlich auch Madame du Chesnoy genannt. Ihre Ehe war wenig glücklich und zwei ihrer insgesamt fünf Kinder, darunter ihr Lieblingssohn, starben. 
In Paris kommt Madame Guyon 23-jährig auf Anraten von Geneviève Granger (1600–1674), der Oberin des Benediktinerkonvents in Montargis, unter deren Einfluss sie einige Zeit stand, 1671 mit der Lehre Jacques Bertots in Berührung, die sie stark prägen sollte. Im ersten Teil ihrer Autobiografie erwähnt sie hierzu, dass sie nach Paris gegangen sei, „um da mein Auge behandeln zu lassen, indes viel weniger in dieser Absicht, als den Herrn Bertot zu sehen, den die Mutter Granger mir vor Kurzem zum Gewissensrat empfohlen hatte und der ein Mann von hoher Erleuchtung war.“ Von Bertot, der ihr Seelenführer und Beichtvater wird, später als seine „älteste Tochter und die fortgeschrittenste“ bezeichnet, war Madame Guyon in der Folge einige Jahre Teil eines frommen Kreises um Bertot in Paris.
Durch den frühen Tod ihres Ehemannes (1676) wurde sie mit 28 Jahren Witwe. Wenig später ließ sie ihre Kinder bis auf eines wohlversorgt zu Hause und übernahm nach dem Tod Bertots 1681 in Gex bei Genf die Leitung einer Gemeinschaft von calvinistischen Konvertitinnen („Nouvelles Catholiques“), wo sie den aus Thonon stammenden Pater François La Combe (auch 'Lacombe'; 1640–1715), einen Barnabitermönch, den sie 1671 das erste Mal in Montargis getroffen hatte, zu ihrem neuen Beichtvater nahm. Ihre Tätigkeit in Gex gab sie in Anbetracht großen Widerstands gegen sie jedoch bald wieder auf, um sich in Thonon, durch La Combe bestärkt, der Abfassung mystischer Schriften zu widmen, mit denen sie zu einiger Berühmtheit gelangte, die ihr jedoch auch Anschuldigungen der Verbreitung des Quietismus einbrachten. Zudem geriet sie wegen ihrer zunehmenden Berufung auf mystische Erfahrungen mit der katholischen Kirche in Konflikt.
1686 ließ sie sich in Paris nieder, wo sie den Kontakt zu den mystisch frommen Kreisen, unter denen sich auch einige hochadelige fromme Damen befanden, wieder aufnahm, darunter Madame de Maintenon, die Mätresse (oder, wie vermutet, heimlich angetraute Ehefrau) von König Ludwig XIV. 1688 wurde sie auf Anordnung des Pariser Erzbischofs, den diese Faszination irritierte, unter einem Vorwand in einem Pariser Kloster interniert. Nach ihrer baldigen Freilassung auf Intervention von Madame de Maintenon begegnete sie dem neu ernannten Prinzenerzieher François Fénelon, den sie ebenfalls tief beeindruckte und der ihr eng verbunden blieb.
Mit ihrem wachsenden Einfluss auf die genannten und andere hochadelige Personen wurde sie den Mächtigen am französischen Hof verdächtig, d. h. denen, die die aggressive Großmachtpolitik unterstützten, die Ludwig seit 1667 führte, und denen die Lehren Madame Guyons vermutlich als zu pazifistisch und tendenziell als Unterstützung der oppositionellen Kräfte im Land erschienen. Auch den meisten Würdenträgern in der Kirche war sie wiederum suspekt wegen ihrer religiösen Eigenständigkeit.
Als sie 1693 bei Madame de Maintenon in Ungnade fiel, brach der ehemalige Prinzenerzieher und mächtige Bischof von Meaux, Jacques Bénigne Bossuet, den sogenannten Quietismusstreit vom Zaun, indem er bei einer theologischen Prüfung ihrer Schriften (1694) mehr als 30 „Irrtümer“ konstatierte. Zwar verfasste ihr Freund Fénelon eine Verteidigungsschrift, die Explication des Maximes des Saints, und Madame Guyon selbst widerrief am Ende gehorsam, da Bossuet sich auch die Unterstützung des Papstes verschafft hatte. Dennoch wurde sie 1695 erneut, wie ein Staatsfeind, erst in der Festung Vincennes, dann in einem Kloster interniert und 1698 bis 1703 sogar in der Bastille gefangengehalten, die als Gefängnis für höherstehende Personen diente.
Nach ihrer Freilassung zog sie sich zurück zu einem ihrer Söhne in Diziers bei Blois.

## Wirkungsgeschichte
„Die vielfältigen Schriften der Frau von Guyon, ihre Briefe, ihre geistliche Ströme, ihre Lieder, ihr Buch vom innern Gebet, von der Kinderzucht, ihre Bibelerklärungen, ihre Lebensbeschreibung u.s.w. [verschafften ihr] ein erstaunliches Ansehen in ganz Europa, besonders aber in Deutschland“ (Jung-Stilling, s. u., S. 19). Die Schriften Madame Guyons (in der teilweise deutschen Übersetzung und Herausgabe des Gesamtwerks durch den Fénelon-Schüler Pierre Poiret) haben eine große Bedeutung in der Geschichte des deutschen Pietismus. Ihr Einfluss ist  bei dessen bekannten Vertretern, z. B. Gottfried Arnold, August Hermann Francke, Gerhard Tersteegen, Nikolaus von Zinzendorf und Johann Heinrich Jung-Stilling, wie bei schwärmerischen Randgruppen (Berleburger Bibel). Die Liebe Gottes zum Menschen und die menschliche Liebe zu Gott, wie die Kraft des mystischen stillen Gebets, sind feste Bestandteile des späten Pietismus wie der frühen Erweckung.
Und die „heilige Indifferenz einer uneigennützigen, nicht berechnenden Liebe“ (amour désintéressé), eines „gewährenden“ Gottes (laissez faire Dieu), mag manche Zeitgenossen des konsequenten Determinismus getröstet haben. Ebenfalls nicht zu unterschätzen ist der Einfluss dieser quietistischen Laienfrömmigkeit auf die im 18. Jahrhundert lawinenartig anwachsende biographische, autobiographische und erbauliche Literatur des Pietismus.
Aber auch außerhalb der Grenzen des Pietismus, wenn auch durch ihn stark beeinflusst, wirkten die Schriften Madame Guyons. Hier ist vor allem zu verweisen auf die sogenannte „Empfindsamkeit“ und ihre Literatur, „Der schönste und reinste Mystizismus [Mme Guyons] in der sanften und lauteren Sprache des Herzens, ohne Schwulst und Fanatismus, nahm Hohe und Niedere, Gelehrte und Ungelehrte ein“ (Jung-Stilling, ebd.). Die Freundschaft der „schönen Seelen“ gehört ebenso in dieses Umfeld wie die heiter-gelassene Poesie eines Matthias Claudius. „Dies geschah in den ersten zwanzig Jahren des 18. Jahrhunderts, und von hier ging nun die Kraft des Enthusiasmus über ganz Deutschland aus“ (Jung-Stilling, s. u., S. 21).
In Karl Philipp Moritz’ autobiografischem Bildungsroman Anton Reiser (Berlin, 1786–1787) wird die Wirkung der Schriften von Madame Guyon auf den jungen Anton und seinen Vater eindringlich geschildert. Auch Ludwig Gotthard Kosegarten lässt den Erzähler seines Briefromans Ida von Plessen, eine romantische Dichtung (Dresden, 1800) ausführlich über die Lektüre der Guyonschen Seelenläuterung referieren.

## Werke
- Œuvres spirituelles. 42 Bde., hrsg. von Pierre Poiret, Amsterdam, 1713–1722.